# James Atkinson

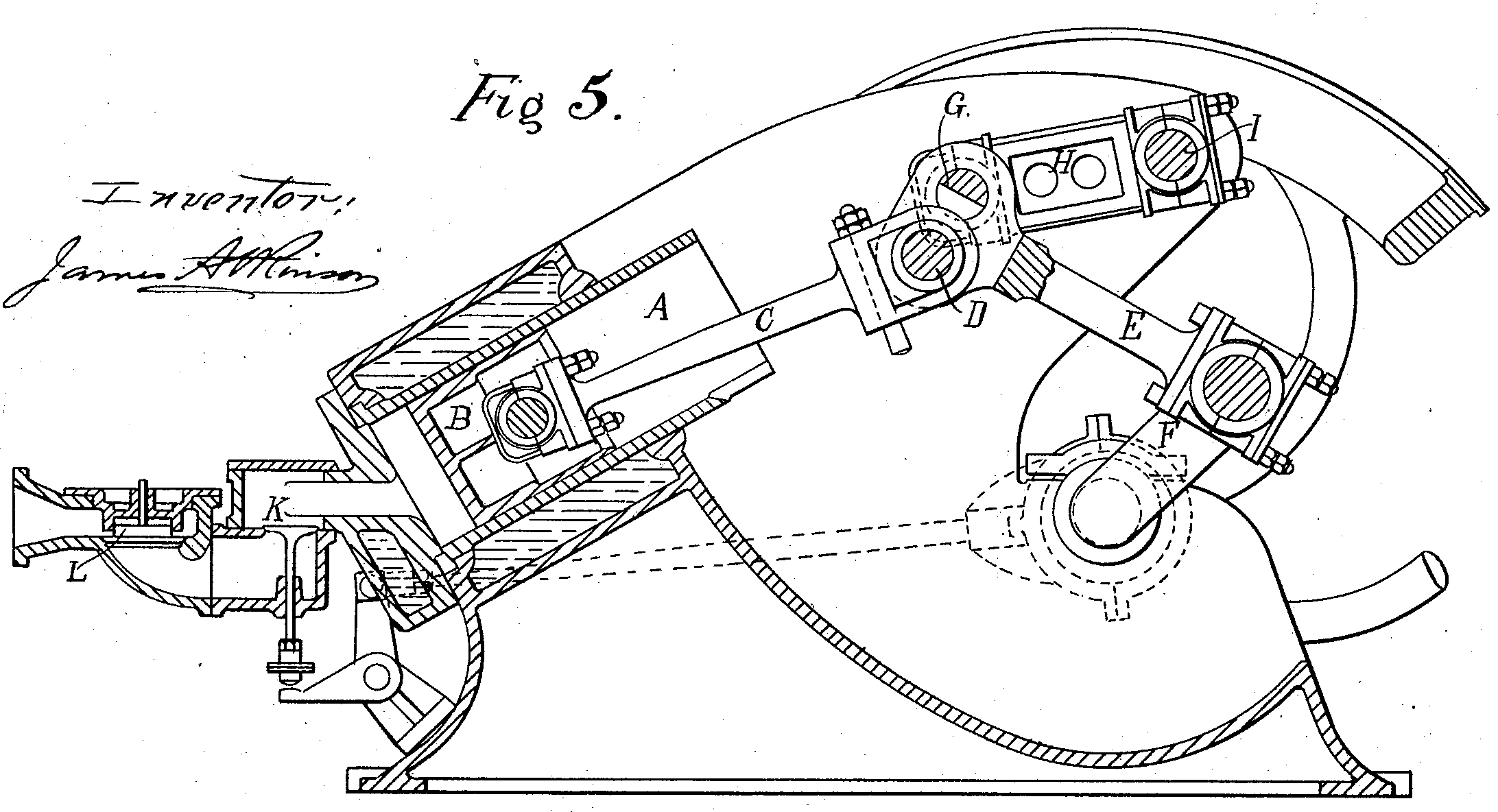
Motor de gas Atkinson como se muestra en la patente de EE. UU. 367496.

James Atkinson (1846-1914) fue un ingeniero británico que inventó varios motores con mayor eficiencia que el ciclo de Otto.
Los motores de ciclo de Atkinson se llamaron "Diferencial 1882", "Ciclo 1887" y "Utilitario 1892". El más conocido de los motores de Atkinson es el "Ciclo 1887", patentado en 1887. Mediante el uso de carreras variables del motor de un cigüeñal complejo, Atkinson fue capaz de aumentar la eficiencia de su motor, a costa de algo de energía, sobre los motores tradicionales de ciclo Otto lo que significa menos potencia por parte de estos con el beneficio de un menor consumo de combustible. A los motores de ciclo Atkinson turbocargados se les conoce como ciclo Miller.
Fue galardonado con la Medalla John Scott del Instituto Franklin en 1889.